# (19226) Peiresc
(19226) Peiresc ist ein Asteroid des Hauptgürtels, der am 15. September 1993 vom belgischen Astronomen Eric Walter Elst am La-Silla-Observatorium der Europäischen Südsternwarte (IAU-Code 809) in Chile entdeckt wurde.
Der Asteroid wurde am 25. Januar 2005 nach dem französischen Humanisten, Gelehrten und Kunstsammler Nicolas-Claude Fabri de Peiresc (1580–1637) benannt, der 1610 den Orionnebel entdeckte.